# Apanteles bordagei
Apanteles bordagei är en stekelart som beskrevs av Alfred Giard 1902. Apanteles bordagei ingår i släktet Apanteles och familjen bracksteklar. Inga underarter finns listade i Catalogue of Life.